# BLOOD ROYAL
『BLOOD ROYAL』（ブラッドロイヤル）は、1999年12月10日にちぇりーそふとより発売された18禁SLGである。

## 概要
ちぇりーそふと初の調教もの18禁ゲームでBLOOD ROYALシリーズ第1作。主人公の海賊の青年は姫を調教してほしいと依頼され、エンディングまでの45日間を所持金などのパラメーターを調節させながらエンディングに到達させる。5日ごとにイベントが発生して日数が進むにつれ調教の際に行えることも増える。調教で出来ることはどのキャラクターでもほぼ変わりない。2000年11月24日には第2作である『EXILE BLOOD ROYALII』も発売。
2002年にミルテ編と咲夜編を元にしたアダルトアニメが発売されている。
2004年1月30日に発売された『KYRIE 〜BLOOD ROYAL3〜』（DVD版）には本作が収録されている。

## ストーリー
海賊たちの住処である島、ファース。そこに「隻眼の悪魔」と呼ばれる海賊のジュンがいた。ある日、黒色のヴェールをした女性に頼まれる「2人の姫を、調教して欲しい」と。姫はともに大国と強国の姫だったがジュンはあっさり引き受ける。そこにはジュンの暗い過去があった。姫を待ち受けるのは愛か、絶望か。

### EXILE BLOOD ROYALII
20歳になると魔王となる呪われた運命を持つ王子。彼が人間に戻れる方法はただひとつ「真実の愛」。運命の日まであと2か月のある日、彼のもとにふたりの美しい姫が貢ぎ物として差し出される。はたして彼は真実の愛を見つけられるか。

## 登場人物
ジュン
声：なし
主人公。海賊の青年で海賊たちの住処である島、ファースを自分も住処にしている。ある日黒色のヴェールをした女性に「2人の姫を、調教して欲しい」を頼まれあっさり引き受ける。そこにはジュンの暗い過去があった。右目を失明しているため眼帯をしており、そこから「隻眼の悪魔」呼ばれている。
ミルテ
声：茉莉奈
ヒロインの一人。大国シルベニアの第1王女。金髪の長髪で目の色は青。その高貴な家柄のせいか常識や感覚は世間離れしている。婚約者がいる。
咲夜（さくや）
声：彩世ゆう
もう一人のヒロイン。強国ジルファンの第3皇女。黒髪の長髪。無口かつ無表情で常に悲しそうな顔をよくしている。
アンナ
声：飯田空
ジュンがよく行く街にある売春宿の新人の娼婦。ジュンが最初の客となる。
ローズ
声：末浪じゅん
アンナが勤めジュンがよく行く売春宿の女主人。
雪華
声：海原エレナ
ジュンに2人の姫の調教を依頼した長髪の女性。黒色のヴェールをして黒色の服を身にまとっている。ジュンには自分の名前や依頼理由は教えず、調教した姫を奴隷商人に売った金全額を報酬として渡すことを約束して引き受けさせた。

## スタッフ
- シナリオ：ちゅんく
- 原画：あきら、葵羽鳥
- 音楽：大沙加奈

## OVA
ディスカバリーよりDVD・VHS版が発売。2002年8月30日に『ブラッドロイヤル Princess.1 咲夜』が、同年11月29日に『ブラッドロイヤル Princess.2 ミルテ』が発売された。ともに7,140円（税抜6,800円）。

### キャスト
- ミルテ：茉莉奈
- 咲夜：彩世ゆう
- キャプテン：青山宏
- ローズ：末浪じゅん
- 雪華：海原エレナ
- 男1：機知通
- 男2：三川春人
- 男3：上手昇
- 男4：犬鬼大吉

### スタッフ（アニメ）
- 原作：ちぇりーそふと
- エグゼクティブプロデューサー：田中辰弥
- プロデューサー：千葉博己（IKINA）[1話]、ソミー・チバ[2話]
- 監督：南澤十八
- 脚本：道上丈一
- キャラクターデザイン：武倉鉄州
- 絵コンテ：成瀬美紀[2話のみ]
- 演出：小唐子紋次郎
- 作画監督：松ヶ丘賢[1話・2話]、T☆ETUYA[2話]
- 音楽：西澤武
- 美術監督：片平真司
- 色彩設計：庄ノ介[1話]、和田秀美[2話]
- 撮影監督：斉藤秋男
- 音響監督：高寺雄
- 編集：関一彦（関編集室）
- プロダクションマネージャー：伊藤将志
- アニメーションプロデューサー：萬波賢
- アニメーション制作：AT-2 Project
- 製作：ディスカバリー